# Cherokee County (Georgia)
Cherokee County is een county in de Amerikaanse staat Georgia.
De county heeft een landoppervlakte van 1.097 km² en telt 141.903 inwoners (volkstelling 2000). De hoofdplaats is Canton.